# Max Rhode
Max Rhode (Berlijn, 27 november 1884 – aan het oostfront 1945 (laatste brief van 26 januari 1945 vanuit Poznán)) was een Duits componist en trombonist. Sommige van zijn werken verschenen onder de pseudoniemen: Günther Royer, G. Royer en Max Royer.

## Levensloop
Rhode speelde van 1908 tot 1910 trombone in de militaire kapel van de Garde-schutters in Berlijn. Daarna werd hij door de componist en muziekuitgever Paul Lincke aangenomen als componist en arrangeur voor zijn muziekuitgeverij Apollo-Verlag, waar hij ook zijn meest bekende werken schreef en publiceerde.
Als componist schreef hij rond zestig eigen werken in verschillende genres, maar als arrangeur bestaan er van hem rond de 900 bewerkingen, waarvan vooral Münchner Kindl wals, op. 286 van Karel Komzák sr., Orpheus in der Unterwelt, ouverture tot de operette van Jacques Offenbach, Nabbuco, selectie uit de opera van Giuseppe Verdi, Bummel Petrus, karakterstuk van Max Werner-Kersten en Regina-Marsch, van Ernst Urbach enige bekendheid kregen.

## Composities

### Werken voor orkest
- 1916 Dornröschens Brautfahrt (Doornroosje Bruidsvaart), karakterstuk, op. 8
- 1918 In der Spinnstube, karakterstuk, op. 13
- 1919 Wenn die Rosen blühn!, op. 11
- 1919 Gnomenschliche, karakteristiek intermezzo, op. 16
- 1921 Schieberlottchen - tekst: Paul Preil
- 1933 Der unsterbliche Verdi
- Die Schönbrunner, voor orkest
- Pussi! Pussi!, Rheinische Serenade, op. 14
- Weihnachten, voor orkest

### Werken voor harmonieorkest
- 1915 Elfengeflüster, intermezzo, op. 10
- 1916 Dornröschens Brautfahrt (Doornroosje Bruidsvaart), karakterstuk, op. 8
- 1919 Wenn die Rosen blühn!, op. 11
- 1921 Barbitonia, Griechisches Ständchen, op. 27
- 1928 Vom Rhein zur Donau', Selectie, op. 76
  1. Warum ist es am Rhein so schön
  2. Im Prater blühn wieder die Bäume
  3. Aus der Jugendzeit
  4. Wohlauf noch getrunken
  5. Grüße an die Heimat
  6. Das Lieben bringt groß' Freud'
  7. Wien wird bei Nacht erst schön
  8. O alte Burschenherrlichkeit
  9. Ich hab' mein Herz in Heidelberg verloren
  10. Ich muss wieder einmal in Grinzing sein
  11. Bald gras' ich am Neckar
  12. Da draußen in der Wachau
  13. Vom Rhein der Wein
  14. An der Weser
  15. Das ist der Frühling in Wien
  16. O du wunderschöner deutscher Rhein
  17. Unterm Lindenbaum
  18. Horch, was kommt von draußen 'rein
  19. Im Rolandsbogen
  20. Das Herz am Rhein
- 1933 Der unsterbliche Verdi
- Alt-Wiener Operettenklänge
- Die Mühle im Tal
- Ein Millöcker-Abend
- Einzug der Rosenkönigin, op. 57
- Fridericus Rex, marsenselectie
- Helgoländer Matrosentanz
- Holdie Juchu!, op. 74
- Im Krug zum grünen Kranze, selectie
- Rosaliebchen, walsen-intermezzo, op. 20
- Schön ist die Jugend, selectie
- Zeller-Erinnerungen

### Werken voor koren
- 1938 Singend marschiert die Kompanie - Marsch- und Soldatenliederfolge, voor mannenkoor en piano
- Guten Start und Froehliche Fahrt, voor mannenkoor
- Vom Bayernland zum Donaustrand, voor mannenkoor en piano

### Kamermuziek
- Dornröschens Brautfahrt (Doornroosje Bruidsvaart), karakterstuk voor 12 hoorns, op. 8

### Werken voor accordeon
- Paragraph 11 (Lustiges Trinklieder-Potpourri), voor accordeonorkest, op. 77